# Colpodonta pimienta
Colpodonta pimienta là một loài bướm đêm trong họ Geometridae.